# Élizabeth Bourgine
Élizabeth Clémentine Madeleine Bourgine (20. ožujka 1957.) je francuska glumica. Bourginova je najpoznatija po ulozi Catherine Borday u kriminalističkoj drami Smrt u raju.

## Vanjske poveznice
- Élizabeth Bourgine u internetskoj bazi filmova IMDb-u (engl.)